# Prodel-Schichtkamm

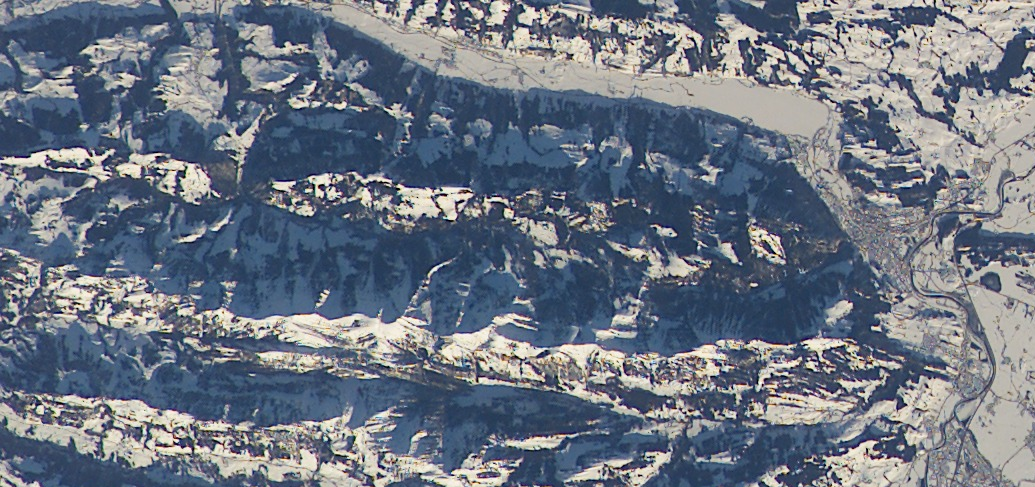
Der Prodel-Schichtkamm (in Bildmitte) nördlich der Hochgratkette von oben gesehen

Der Prodel-Schichtkamm, auch Prodelkamm, ist eine Bergkette aus mehreren Bergrücken mit einer maximalen Höhe von 1491 m ü. NHN am Nordrand der Allgäuer Alpen. Er ist das östliche Segment des durch die Weißach unterbrochenen Prodel-Kojen-Schichtkamms, des nördlichsten der drei Allgäuer Nagelfluh-Schichtkämme, und liegt größtenteils im Gebiet der Gemeinde Oberstaufen und teilweise im Gebiet der Stadt Immenstadt im Allgäu.

## Geographie
Der Prodelkamm ist Teil des nördlichsten Kamms der drei Allgäuer Nagelfluh-Schichtkämme und zieht sich auf über zwölf Kilometern vom Prodel bis zum Immenstädter Horn. Nördlich des Kamms liegt das Konstanzer Tal, südlich das Tal der Weißach. Im Osten grenzt das Immenstädter Horn an Immenstadt im Allgäu, eine Stadt die zum Teil im Illertal liegt. Das westliche Segment des Prodel-Kojen-Schichtkamms, der Kojen-Schichtkamm, wird geographisch durch die Weißach abgetrennt. Zwischen den Kämmen liegt das Sägewerk Lanzenbach von Steibis. Alle Berge des Kamms sind über 1400 Meter hoch, wobei sie nach Osten in der Höhe ansteigen, bis an der Eckhalde mit 1491 der höchste Punkt erreicht wird, ehe die beiden Hörner, Immenstädter Horn und Gschwender Horn, wieder in der Höhe abfallen. Der Kamm überragt den nördlich angrenzenden Salmaser-Höhe-Kamm der Nagelfluhhöhen und Senken zwischen Bodensee und Wertach. Die südlich verlaufende Hochgratkette überragt den Kamm im Wesentlichen.

## Geologie
Der Prodelkamm weist das für die Allgäuer Nagelfluh-Schichtkämme typische Nagelfluhgestein auf. Die Bergrücken bestehen aus Gesteinen der Unteren Süßwassermolasse, die 28 bis 22 Millionen Jahre alt sind.

## Berge
Von Osten nach Westen:
| Bergname(n)             | Gipfelhöhe    | Besonderheiten                                                                 |
| ----------------------- | ------------- | ------------------------------------------------------------------------------ |
| Immenstädter Horn       | 1489 m ü. NHN |                                                                                |
| Gschwender Horn         | 1460 m ü. NHN |                                                                                |
| Eckhalde                | 1491 m ü. NHN | Alpsee Bergwelt mit längster Sommerrodelbahn Deutschlands                      |
| Himmelseck              | 1487 m ü. NHN |                                                                                |
| Klammen/Vorderer Prodel | 1470 m ü. NHN |                                                                                |
| Denneberg               | 1427 m ü. NHN | Skigebiet Hündle-Thalkirchdorf                                                 |
| Prodel                  | 1400 m ü. NHN | mit Spizlerberg (1336 m ü. NHN), Gipfel des Prodels, kein selbstständiger Berg |